# قایقرانی بش باب اسفنجی
قایقرانی بَشِ باب اسفنجی(در انگلیسی Bash به معنای به هم کوبیدن است) یک بازی مسابقه ای است که توسط استودیوی آمریکایی امپالس گیمز بر اساس مجموعه تلویزیونی باب اسفنجی شلوار مکعبی ساخته شده است. این بازی از شخصیت های باب اسفنجی برخوردار است و اولین بازی مسابقه ای باب اسفنجی از زمان نیک تونز برندگان کاپ مسابقه است . همچنین این اولین بازی باب اسفنجی است که توسط فایربرند گیمز برای نینتندو دی اس و ایمپالس گیمز برای وی منتشر شده است. این بازی با وی ریموت سازگار است. این بازی دارای بیش از ۱۰۰ گزینه مختلف برای سفارشی کردن یک قایق دارد و از ویژگی های ۴ بازیکن برخوردار است. حتی اگر این ژانر مسابقه ای است ، این بازی بیشتر یک دربی تخریب است .

## طرح
در مدرسه رانندگی خانم پاف ، این آخرین آزمون سال است و باب اسفنجی ، طبق معمول ، موفق می شود در تست قایقرانی خود به طرز وحشتناکی شکست بخورد. هنگامی که او روی پله های ورودی مدرسه نشسته و کاملاً ناراحت به نظر می رسد ، کوسه ای به نام سیمور ترازو با یک اتوبوس وارد مدرسه می شود تا باب اسفنجی را که بر روی سطح شیب دار ورودی قرار دارد پیدا کند. سپس سیمور او را به کلاسهای "رانندگی"(به انگلیسی DRIVE که کوته نوشت کلمات تخریب ، بی پروایی ، آسیب دیدگی ، سرعت ، فرار) فریب می دهد. با پیشرفت بازیکن در طول بازی ، باب اسفنجی دوستان بیشتری را برای ثبت نام باز می کند. پس از امتحانات نهایی ، باب اسفنجی گواهینامه قایقرانی خود را می گیرد. اما خانم پاف به او اطلاع می دهد که واقعی نیست. پس از آنکه باب اسفنجی متوجه شد این کلاهبرداری است ، باب اسفنجی می بیند که سیمور به یک کامیون می رود و قصد فرار دارد. این منجر به نبرد نهایی می شود ، در آخر که در آن باب اسفنجی برنده می شود٬ سپس تصمیم می گیرد که سال آینده به مدرسه قایقرانی خانم پاف برود و همان موقع سیمور به زندان فرستاده می شود.

## نمایشنامه های بازی
این بازی از پنج قسمت اصلی به علاوه یک بخش فرعی تشکیل شده که در کلاس رانندگی سیمور رخ می دهد.

### تخریب
کلاس تخریب اولین کلاس در دروس رانندگی سیمور است. این بخش به بازیکن نیاز دارد تا به قایق های حریف سر و صدا کند و قطعات تولید شده از این سر و صدا را بردارد. در بعضی از تست ها ، بازیکن باید به مقدار مشخصی از قطعات جمع شده برسد. در برخی دیگر ، بازیکن باید در مسابقه ۳ نفری به پایان برسد تا به یک رتبه برسد.

### بی پروایی
بی پروایی کلاس دوم در دروس رانندگی است. این کلاس بازیکن را مجبور می کند تا به قایق های حریف سر بزند ، که به بازیکن امتیاز می دهد. در بعضی از آزمون ها ، بازیکن برای دستیابی به یک هدف نمره تعیین شده مورد نیاز است ، در حالی که در برخی دیگر ، بازیکن باید در مسابقه ۳ نفری قرار بگیرد تا رتبه بندی را دریافت کند.

#### سرعت بی پروا
سرعت بی پروا یکی از بخش های بی پروایی است و ترکیبی از بی پروایی و سرعت است که در بخش چهارم از مجموعه رانندگی دیده می شود. سرعت بی پروا بازیکنان را ملزم می کند که یک مسابقه را در یک زمان خاص به اتمام برسانند و همچنین برای به دست آوردن رتبه بندی تعداد مشخصی امتیاز کسب می کنند.

### آسیب دیدگی
آسیب دیدگی کلاس سوم دروس رانندگی است. در این کلاس بازیکنان باید در یک محدودیت زمانی مشخص حریفان را کنار بزنند. وقتی بازیکن با بازیکن حریف برخورد می کند ، ستاره هایی در اطراف آن حریف شکل می گیرند و آنها در موقعیت فعلی به طور مختصر متوقف می شوند. این به بازیکن این فرصت را می دهد تا بارها و بارها آن حریف را شکست دهد و در نهایت او را کنار بزند.

### سرعت
سرعت کلاس چهارم در دروس رانندگی است. در کلاس سرعت ، بازیکن باید یک مسابقه را با حداکثر هفت حریف در سریعترین زمان ممکن به پایان برساند. برای رسیدن به یک رتبه بندی ، بازیکن باید در مسابقه ۳ نفری به پایان برسد.

### فرار
فرار کلاس آخر در دروس رانندگی است که در آن بازیکن باید حریفان را کنار بکشد در حالی که آنها به طور فعال بازیکن را شکار می کنند. خسارت وارده به حریفان بطور گسترده افزایش می یابد ، با این وجود خسارت وارد شده به بازیکن نیز افزایش می یابد. فرار در امواج اتفاق می افتد و در پایان هر موج ، ماشین بازیکن کمی بهبود می یابد و مقدار آن در هر موج کاهش می یابد. بازیکن برای رسیدن به یک رتبه بندی باید تا آنجا که ممکن است اتومبیل ها را از بین ببرد.